# テオドロス1世パレオロゴス
テオドロス1世パレオロゴス（Theodoros I Palaiologos, Θεόδωρος Α Παλαιολόγος, 1355年頃 - 1407年6月24日）は、東ローマ帝国地方統治者、モレアス専制公（在位：1382年 - 1407年）。皇帝ヨハネス5世パレオロゴスと皇后ヘレネ・カンタクゼネ・パレオロギナの第四子（末子）、マヌエル2世パレオロゴスの弟。中世ギリシア語表記ではセオドロス1世パレオロゴス。

## 生涯
若年期をコンスタンティノポリスの父の許で過ごした後、一時期テッサロニキの統治に携わる。父及び兄マヌエル2世に常に忠実な立場を貫き、1376年の長兄アンドロニコス4世パレオロゴス帝の投獄に際しては父と共に投獄の憂き目にも遭っている。その後一族間の和平が成立すると、テオドロスは1380年に子なく死去したモレアス専制公マヌエル・カンタクゼノスの後継者として1382年にモレアス専制公領に派遣された。
しかし彼の着任は従兄弟（母ヘレネの長兄マタイオス・カンタクゼノスの次子）デメトリオス・カンタクゼノスの叛乱によって妨げられる事となった。ラテン人・トルコ人傭兵を擁するデメトリオスとの戦いは熾烈であったが、1384年に彼が急死し終結した。
事態を収拾して統治職に就く事に成功したテオドロスであったが、遠く首都から派遣されてきた彼に対する地元有力者の反発は根強く、特にモネンヴァシアに拠点を得ていたパウロス・マモナスはヴェネツィア共和国やオスマン帝国と独自に外交関係を結び、特に後者の軍事力を背景として帝国からの離反を計った。1394年、テオドロスが強硬手段によりマモナスをモネンヴァシアから追放すると、オスマン君主バヤズィト1世はエヴレノズ・ベイ、ヤクブ・パシャら将軍を派遣し、アカイア公ペドロ・ボルド・デ・サン・スペランとも同盟してテオドロスを挟撃した。配下の武将の活躍で辛うじてこの危機を乗り切ったテオドロスであるが、専制公領や首都コンスタンティノポリス（1397年以降、オスマン軍の継続的な封鎖下にあった）が置かれた状況に絶望し、聖ヨハネ騎士団に専制公領の売却を持ちかけるまでになった。しかしこれにはミストラス市民が反発、府主教を指導者に押し立てて騎士団の専制公領接収を拒絶してこれを断念させた為、テオドロスも翻意して統治職に復帰した。
テオドロスはフィレンツェ出身のアテネ公ネリオ1世アチャイウォリの娘バルトロメアと結婚し、その嫁資としてコリントス及び周辺地域を獲得した。両者の間には子供が生まれなかったので、兄マヌエル2世は自らの第二子テオドロス2世パレオロゴスをその後任とした。
テオドロスは1407年6月24日、修道士テオドレトスとしてミストラスにて死去した。兄マヌエル2世はその死をいたみ、『弟テオドロスへの追悼演説』を残した。